# Manòsca
Manòsca (nom occità, antigament Manoasca; en francès Manosque) és un municipi francès situat al departament dels Alps de l'Alta Provença i a la regió de Provença – Alps – Costa Blava. L'any 1999 tenia 20.309 habitants.

## Demografia
| Evolució de la població |       |       |       |       |       |       |       |       |
| 1793                    | 1800  | 1806  | 1821  | 1831  | 1836  | 1841  | 1846  | 1851  |
| 4.726                   | 5.360 | 5.570 | 5.544 | 5.543 | 4.995 | 5.311 | 5.684 | 5.073 |

| 1856  | 1861  | 1866  | 1872  | 1876  | 1881  | 1886  | 1891  | 1896  |
| ----- | ----- | ----- | ----- | ----- | ----- | ----- | ----- | ----- |
| 5.897 | 5.936 | 5.919 | 6.124 | 6.136 | 5.775 | 5.450 | 5.572 | 5.265 |

| 1901  | 1906  | 1911  | 1921  | 1926  | 1931  | 1936  | 1946  | 1954  |
| ----- | ----- | ----- | ----- | ----- | ----- | ----- | ----- | ----- |
| 5.098 | 5.017 | 4.853 | 5.036 | 4.989 | 4.661 | 5.635 | 6.734 | 7.750 |

| 1962   | 1968   | 1975   | 1982   | 1990   | 1999   | 2006 | 2011 | 2016 |
| ------ | ------ | ------ | ------ | ------ | ------ | ---- | ---- | ---- |
| 10.080 | 16.281 | 19.150 | 18.760 | 19.107 | 19.603 | -    | -    | -    |

| 2019 | - | - | - | - | - | - | - | - |
| ---- | - | - | - | - | - | - | - | - |
| -    | - | - | - | - | - | - | - | - |

## Administració
| Període   | Identitat               | Partit |
| --------- | ----------------------- | ------ |
| 1995-2001 | Robert Honde            | PRG    |
| 2001-     | Bernard Jeanmet-Péralta | UMP    |

## Agermanaments
- Voghera
- Leinfelden-Echterdingen

## Personatges il·lustres
- Jean Giono, escriptor
- Julien El Fares, ciclista
- Jean-Michel Bayle, pilot de motociclisme
- Edouard Fachleitner, ciclista, hi va morir.
- Bernard Edouard Millont (1820 - [...?]), violinista i compositor.